# 心不全
心不全（しんふぜん、英: heart failure）は、何らかの原因によって引き起こされ、心臓の機能低下から起きる全身のさまざまな不調状態であり、具体的には心臓のポンプ機能が徐々に低下し、全身に十分な血液を送り出せなくなっている心機能不全状態または心機能喪失状態である。マスメディアの報道における誤用で誤解されやすいが、心不全は病気名称（病名）ではなく、病態（容態）である。かつては、医師も「死亡した原因不明な時」に書いてきたが、心臓の機能喪失は即ち死亡を意味するため、「心停止に至った原因となる疾患名」を書くこととなっている死亡診断書の死因欄に記載することは原則禁止になっている。慢性心不全の場合は息切れやむくみといった自覚症状から始まり、どんどん悪化していくために放置で増悪を繰り返すたびに心機能が低下し、命の危険も増していき、最終的に死亡に繋がる。心機能不全状態となる原因には様々あり、心筋梗塞、心筋弁膜症、心筋炎など心臓の病、心臓を取り巻く環境（高血圧や貧血、破傷風菌など感染症罹患やその生体反応による敗血症等）の悪化から心臓に負担がかかっているために起きる心不全もある。急性心不全の場合は、短時間で激しい呼吸困難になるため、重症の場合はそのまま死に至る。

## 概要
心臓には、血液を全身に送り出す機能と、全身からの血液を受け取る機能とがある。この2つの機能が正常に働いて循環器系を形成している。そのため、このどちらかでも異常が発生すれば循環不全を起こす。
循環器系には体の各臓器への血液量を維持する働きがあり、心臓機能の異常による送量低下を神経系や分泌系が捕らえて機能を補償する代償機構が働き、心臓は送量低下を補うため肥大したり、心拍を早める。臓器へ送られる血流が低下することで、臓器の機能不全が進行する。また還流が悪くなることで臓器内の血液鬱滞（鬱血）を起こす。根本的な原因は心臓にあるが、症状は臓器の経過的な機能不全による影響でまず露呈する。
心不全の症状は、主に鬱血によるものである（鬱血性心不全）。左心と右心のどちらに異常があるかによって、体循環系と肺循環系のどちらに鬱血が出現するかが変わり、これによって症状も変化する。このことから、右心不全と左心不全の区別は重要であるが、進行すると両心不全となることも多い。
治療は、致命につながる急性症状の除去、心臓機能の回復、心臓機能を悪化させている原因の特定と排除となる。
また、治療内容の決定に当たっては、急性心不全と慢性心不全の区別も重要である。急性心不全に当てはまるのは例えば心筋梗塞に伴う心不全であり、慢性心不全に当てはまるのは例えば心筋症や弁膜症に伴う心不全である。
念のため付け加えると、急性心不全が終末期状態としての心不全を指しているわけではない（急性心不全は治療により完全に回復する可能性がある）。心臓の収縮機能は正常であるが拡張期機能が低下した心不全 (HF-PEF) の病態の把握や治療方法の確立が急がれている。

## 原因部位と急性慢性の判別法

### 左心不全と右心不全の区分
心不全を来たす原因が、主に左心室の機能不全によるものなのか、右心室の機能不全によるものなのかによって、心不全を
- 左心不全（さしんふぜん、Left Heart Failure）
- 右心不全（うしんふぜん、Right Heart Failure）

の2種類に大別する方法である。厳密に区別することができない場合も多いが、病態把握や治療方針決定に有用であるため、頻繁に使用される概念である。
|                         | 左心不全                                                                          | 右心不全                         |
| ----------------------- | --------------------------------------------------------------------------------- | -------------------------------- |
| 鬱血による 所見         | 左房圧上昇による肺鬱血                                                            | 中心静脈圧上昇による静脈鬱血     |
| 鬱血による 所見         | - 急性肺水腫（労作時呼吸困難や 起座呼吸、湿性ラ音など） - 左房圧上昇 - 心係数低下 | - 下腿浮腫 - 静脈怒張 - 肝腫大   |
| 心拍出量低下 による所見 | - 血圧低下 - 全身倦怠感 - 尿量減少 - 尿中Na排泄量減少                             | - 肺血流量低下による心拍出量低下 |
| その他の所見            | - 心濁音界の拡大 - III音、IV音（奔馬律） - 交互脈は兆候                           |                                  |

左心不全
左心不全は、左心系の機能不全にともなう一連の病態のことである。左心系は体循環を担当することから諸臓器の血流低下が発生するほか、心拍出量低下による血圧低下、左房圧上昇による肺鬱血が生じる。肺鬱血は、肺が左心系の上流に位置することから出現するものである。
- 血圧低下の症状

頻脈、チアノーゼ、尿量低下、血圧低下、手足の冷感、意識レベルの低下
- 肺鬱血の症状

肺高血圧、胸水、労作時呼吸困難、発作性夜間呼吸困難、咳嗽、チェーンストークス呼吸、湿性ラ音など
胸部X線画像においては、
- 心陰影の拡大
- 肺鬱血
- Kerley'S B Line

が見られる。
左心不全は、さらに肺血流の停滞を経由し、右心系へも負荷を与えるため、左心不全を放置したとき、右心不全を合併するリスクが高くなる。特に心不全における呼吸困難は、横になっているよりも座っているときの方が楽である、という特徴を持つ。これを起座呼吸（きざこきゅう、Orthopnea）という。
右心不全
右心不全は、右心系の機能不全にともなう一連の病態のことであり、静脈系の鬱血が主体となる。この場合、液体が過剰に貯留するのは体全体、特に下肢であり、心不全徴候としての下腿浮腫は有名である。そのほか、腹水、肝腫大、静脈怒張など、循環の不良を反映した症状をきたす。
右心不全の多くは、左心不全に続発して生じるかたちとなる。左心不全で肺鬱血が進行し、肺高血圧をきたすまでに至ると、右室に圧負荷がかかり、右心不全を起こす。治療薬にコルホルシンダルパートがある。
右心不全のみを起こすのは、肺性心、肺梗塞など、ごく限られた疾患のみである。

### 急性・慢性心不全の区別
急性・慢性心不全の区別は、主として、治療内容の決定に使用される。

#### 急性心不全
急性心不全においては、心機能の低下が代償可能な範囲を上回り、急激な低下を示すことから、血行動態の異常は高度となる。なお、左心不全が多い。
症状としては、呼吸困難、ショック症状といった急性症状が出現する。
治療方針としては、血行動態の正常化を図る（心臓負荷を軽減し、心拍出量を増加させる）ことが優先され、強心薬、大動脈バルーンパンピング（IABP）、経皮的心肺補助装置（PCPS）、左室人工心臓（LVAD）、Impellaなどが補助循環治療の選択肢となる。

#### 慢性心不全
長期にわたって進行性に悪化するため、代償された状態が長期間持続したのちに破綻する。これによって、収縮能および拡張能は低下し、また、代償機構の破綻によって、増大した体液が貯留することとなる。
この結果、倦怠感と呼吸困難の持続が出現し、運動耐容能が低下する。
治療は、心機能の改善やQOLの向上と生命予後の改善を目的として、自覚症状の軽減を主眼とするものとなる。

## 診断と重症度区分
前述のような臨床症状から疑われ、心エコー検査によって診断される。エコーによって、心不全の原因疾患の検索がなされ、心臓の動きは十分か、拍出量がどの程度かなどを定量的に把握することができる。胸部X線写真や心電図、脳性ナトリウム利尿ペプチド（BNP）、心房性ナトリウム利尿ペプチド（ANP）などの血液生化学検査が参考になることもあるが、通常はエコーが最も多くの情報をもたらす。観血的には肺動脈カテーテルを挿入し心拍出量や肺動脈楔入圧（PCWP）、中心静脈圧（CVP）の測定を行う。

### 心不全の重症度分類・ステージ区分
心不全の病期（重症度・ステージ）分類には臨床症状から分けた分類、カテーテルによる計測値から分けた分類などさまざまな分類がある。

#### NYHA分類
NYHA分類（ニーハ分類、ナイハ分類とも、（英: NYHA Classification）は、ニューヨーク心臓協会（New York Heart Association, NYHA）が定めた心不全の症状の程度の分類で、心不全の重症度を以下のように4種類に分類するもの。簡便であるためよく使用される。
- NYHA I
心疾患があるが症状はなく、通常の日常生活は制限されないもの。
- NYHA II
心疾患患者で日常生活が軽度から中等度に制限されるもの。安静時には無症状だが、普通の行動で疲労・動悸・呼吸困難・狭心痛を生じる。
- NYHA III
心疾患患者で日常生活が高度に制限されるもの。安静時は無症状だが、平地の歩行や日常生活以下の労作によっても症状が生じる。
- NYHA IV
心疾患患者で非常に軽度の活動でも何らかの症状を生ずる。安静時においても心不全・狭心症症状を生ずることもある。

#### キリップ分類
キリップ分類（Killip Classification）は、Thomas Killip III らが提唱した分類で、急性心筋梗塞での心機能障害の重症度を分類したものである。したがって全般的な心不全の分類とは若干その趣意を異にするところがある。
- Killip I
ポンプ失調(－)、心不全なし
- Killip II
背面1/2で湿性ラ音、軽症心不全（ラ音、III音、頸静脈怒張）
- Killip III
全肺野で湿性ラ音、肺水腫
- Killip IV
心原性ショック

#### フォレスター分類
フォレスター分類（Forrester Hemodynamic Subsets）は、James S. Forrester III らが提唱した分類で、カテーテルによる計測値を使った分類である。治療法との相関で実際の現場ではよく使われる分類法であるが、カテーテルを挿入しないと計測できないといった不便さがある。
- Forrester I
C.I. > 2.2、PAWP < 18
- Forrester II
C.I. > 2.2、PAWP > 18
- Forrester III
C.I. < 2.2、PAWP < 18
- Forrester IV
C.I. < 2.2、PAWP > 18

|             |         | 肺動脈契入圧 | 肺動脈契入圧 |
| 18以下      | 18以上  |              |              |
| ----------- | ------- | ------------ | ------------ |
| 心拍出 係数 | 2.2以上 | I            | II           |
| 心拍出 係数 | 2.2以下 | III          | IV           |

#### ノーリア分類
ノーリア分類（Nohria's Classification）は、Anju Nohria らが提唱した分類で、フォレスター分類のカテーテルを挿入しないと計測できないといった不便さを改善したものである。
- Nohria A
dry - warm： 低灌流所見なし、鬱血所見なし
- Nohria B
wet - warm： 低灌流所見なし、鬱血所見あり
- Nohria L
dry - cold： 低灌流所見あり、鬱血所見なし
- Nohria C
wet - cold： 低灌流所見あり、鬱血所見あり

|                 |      | 鬱血所見     | 鬱血所見     |
| なし            | あり |              |              |
| --------------- | ---- | ------------ | ------------ |
| 組織灌流 の低下 | なし | A warm - dry | B warm - wet |
| 組織灌流 の低下 | あり | L cold - dry | C cold - wet |

- 低灌流所見 （"Cold"） - 末梢まで血液が行きわたっていない状態、つまり四肢が冷たいといった所見
- 鬱血所見 （"Wet"） - 肺鬱血の所見、つまり夜間呼吸困難、起座呼吸、Kerley B Line（+）といった所見である。

#### クリニカルシナリオによる分類
クリニカルシナリオ（CS） 分類においては、まず来院直後の sBP をもとに下記の3分類、また明らかに治療戦略の異なるものを独立させて、合計5分類を行なう。

##### CS1
- 血圧が高いタイプで、sBPは140mmHgより上である。急激な呼吸困難、肺水腫（Flash）が主病態となり、胸部X線写真上、心臓は拡大していないことも多い。高血圧によるものが多く、ある日突然に息苦しくなる。
- 治療としては、まず血管拡張薬の投与が行なわれる。

##### CS2
- 血圧が大きく変化しないタイプで、sBPは100 - 140mmHgである。症状は比較的緩徐に悪化し、末梢浮腫が主病態となる。胸部X線写真上、心拡大が認められる場合が多い。
- 治療としては、まずhANPや利尿薬の投与が行なわれる。

##### CS3
- 血圧が低下するタイプで、sBPは100mmHg未満となる。症状は急激な場合と緩徐に悪化する場合があり、低灌流が主病態となる。重度の慢性心不全、低心拍出量が基礎にある。
- 治療としては、まず強心剤投与と輸液が行なわれる。

##### CS4
- 急性冠症候群 （ACS） によるものである。
- 治療はACSのそれに準じる。

##### CS5
- 右心不全を来たしているものである。
- sBPが90以上で慢性全身体液貯留があれば利尿薬が考慮され、sBPが90未満では強心薬が投与される。sBPの改善が認められなければ血管収縮薬が考慮される。

## 治療
原則として、静脈鬱滞を改善するには利尿薬が、心臓の拍出量改善のためには強心薬が使われる。
その他血管拡張薬を併用することもある。遺伝子組み換えヒト心房性ナトリウム利尿ペプチド （HANP） も用いられる。ただし、心不全は様々な原因によって起こるので、原疾患によって治療法も大きく異なる。
心不全の予後を改善する目的として、交感神経β受容体遮断薬やアンジオテンシン変換酵素、また利尿薬の一つであるスピロノラクトンなどの抗アルドステロン薬の併用による治療が推奨されている。
遺伝子導入による治療法が動物実験で試みられている。

## 原因の疾患ごとの予後
原疾患によって治療方針が大きく異なる。一般的には、心不全に対して適切な治療がなされていれば、長期生存も可能である。
- 心臓弁膜症 - 重症であれば手術など。
- 不整脈 - 薬物治療やカテーテルアブレーションなどが行われる。
- 脚気 - ビタミンB1の投与で劇的に改善する。

## 急死時死因の誤魔化し利用

### 死因不明時記載と利用禁止
病理学上「心不全」は病名ではなく、「心臓の機能が不十分状態」「心臓の機能喪失状態」という病態（容態）の意味でしかない。
かつては、急死した者の死因がなかなか特定しにくい場合に、時間上の制約を理由に検死報告書などに便宜上「急性心不全」と記載することが見られた。そのため、1990年に神戸大学の溝井泰彦教授の調査チームは、監察医制度がない地域の死因に心不全が突出しており、原因不明の場合ほとんどが急性心不全で処理されている可能性の高さを指摘している。死亡診断書の死因を「心不全」とすることは原則禁止となり、病理学上の実際の死因（いかなる疾患や症状が心不全・心拍呼吸停止に至らせたのか）が記載されるようになった。

### 報道関係者の誤用・急死における死因隠蔽時利用
どうしても死因が不明だった時だけでなく、医師や関係者が死因を意図的に隠したい時、又は実際の死因の詳細を話すべきでは無いと判断した時に「死因は（急性）心不全」と言うことがある。マスメディアも「心不全を死因」と誤用をした報道をしている場合が多々見受けられる。逆にきちんと意味が分かっている記者の場合は、「人間最後は心臓が止まる。すなわち心不全だ」とし、「死因は心不全」と遺族や所属先から言われた際にはガンなどの難病を患っていた場合や自殺した場合など「世間に知られたくない死因」として隠している可能性があるので気をつけるように注意している。後輩記者として注意するように言われた、元時事通信社の相場英雄は暴力団系企業とトラブルを抱える一代成り上がり社長が心身疲労で自殺した際に、亡くなった社長の企業が体裁を守るために公表したままにマスメディアが「死因は心不全」と報道したことを明かしている。特に著名人の死においては、病名では無いために死因とはならない「（突然の）心臓の機能喪失状態」を意味する（急性）心不全を死亡発覚当初に「死因である」と公表・報道されることがある。そして、後になって遺族や関係者などから実際には自殺や薬物過剰摂取による事故死だったという事実が明かされる例が時折見られる。
2007年6月26日に大相撲時津風部屋に新弟子として在籍していた序ノ口力士・時太山（ときたいざん）が、愛知県犬山市の宿舎で暴行（私刑）を受け死亡したことで角界を揺るがせた時津風部屋力士暴行死事件の際に利用されたことも話題になった。搬送先の病院側は死因を「心不全」とし、愛知県警は「虚血性心疾患」と発表した。そして、太山を指導していた元親方の時津風こと山本は記者会見で「原因は分からない」と話し、稽古中の暴行や制裁否定した結果、愛知県警は事件性がないと判断した。しかし、6月28日に遺体を再度解剖した新潟大学法医学教室は、バットなどで殴られた無数の傷による「外傷性ショック」が死因との鑑定書を提出した。その後、現地の愛知県にある名古屋大も鑑定を行ったことで、翌2008年2月に山本と兄弟子3人を傷害致死容疑で愛知県警は逮捕した。2011年に山本は傷害致死罪で懲役5年の実刑判決が確定した。

## 動画
- Balancing-functions-of-annexin-A6-maintain-equilibrium-between-hypertrophy-and-apoptosis-in-cddis その3
- Balancing-functions-of-annexin-A6-maintain-equilibrium-between-hypertrophy-and-apoptosis-in-cddis その4
- Balancing-functions-of-annexin-A6-maintain-equilibrium-between-hypertrophy-and-apoptosis-in-cddis その5
- Balancing-functions-of-annexin-A6-maintain-equilibrium-between-hypertrophy-and-apoptosis-in-cddis その6
- Balancing-functions-of-annexin-A6-maintain-equilibrium-between-hypertrophy-and-apoptosis-in-cddis その7
- Balancing-functions-of-annexin-A6-maintain-equilibrium-between-hypertrophy-and-apoptosis-in-cddis その8
- Heart failure
- Inhibition-of-the-Unfolded-Protein-Response-Mechanism-Prevents-Cardiac-Fibrosis-pone
- Non-Linear-Optical-Microscopy-Sheds-Light-on-Cardiovascular-Disease-pone その2
- Non-Linear-Optical-Microscopy-Sheds-Light-on-Cardiovascular-Disease-pone その3